# Lelio Falconieri
Lelio Falconieri (Florença,  1585 – Viterbo, 14 de dezembro de 1648) foi um Cardeal da Igreja Católica Romana.

## Família e primeiros anos

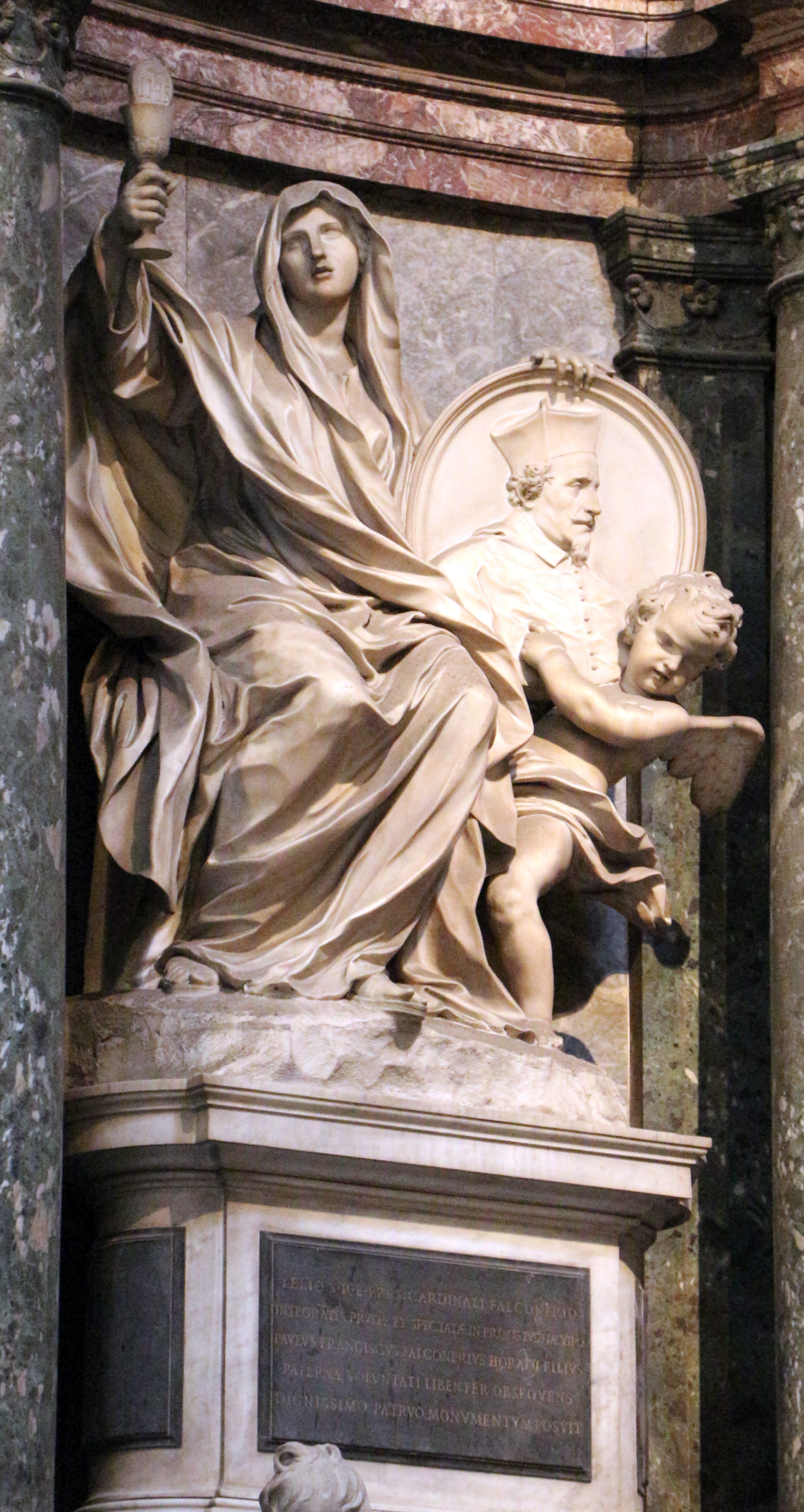
Monumento ao Cardeal Falconieri por Ercole Ferrata e Francesco Borromini em San Giovanni dei Fiorentini, Roma

Lelio Falconieri foi o décimo de treze filhos de Paolo Falconieri, cônsul florentino em Roma e sua segunda esposa, Maddalena degli Albizzi. O irmão de Paolo, Dom Orazio Falconieri, comerciante de sal, comprou a Villa Falconieri e contratou Francesco Borromini para reforma-la. Lelio estudou direito na Universidade de Perúgia  e recebeu o doutorado em leis na Universidade de Pisa.
Ainda jovem mudou-se para Roma e tornou-se advogado da Cúria Romana e prelado papal durante o pontificado do Papa Paulo V. Em 1619 foi feito governador de San Severino Marche e referendário do Supremo Tribunal da Assinatura Apostólica de Justiça e Graça. Tornou-se governador de Spoleto (1621), vice-governador de Benevento (1622) e governador da Campanha e Províncias Marítimas (1623).

## Pontificado de Urbano VIII
Maffeo Barberini foi eleito papa no conclave de 1623, adotando o nome de Urbano VIII. Durante seu pontificado Lelio Falconieri foi relator da  Sacra Consulta e comissário geral da Úmbria e Romanha. Em 1634 foi eleito arcebispo-titular de Tebas e consagrado na Basílica de São João dos Florentinos pelo Cardeal Giulio Cesare Sacchetti. Foi Núncio em Flandres entre 1635 e 1637, quando retornou à Roma por doença. Sua chegada a Liège foi retardada por múltiplos retardos e objeções da Corte espanhola  por ser considerado pró-francês.
O Papa Urbano VIII o elevou a Cardeal no Consistório de 1643 e o nomeou Cardeal-presbítero de Santa Maria do Povo.

## Final da vida
Falconieri participou do Conclave de 1644 que elegeu o Papa Inocêncio IX sucessor de Urbano VIII.  Inocêncio o fez Legado papal em Bolonha, onde não teve nenhuma iniciativa notável, lamentando-se da falta de recursos financeiros e despertando rumores na cidade quanto à suas contas.
Gravemente doente de cálculos, que o levou a uma cirurgia em 1648, foi a Florença recuperar-se e após uma nova recaída decide voltar a Roma, mas morre a caminho de Viterbo, sendo enterrado na capela da família na Basílica de São João dos Florentinos. No sepulcro havia uma alegoria a fé com retrato do cardeal Lelio Falconieri (Fede per il monumento del cardinale Lelio Falconieri ou Allegoria della Fede con il ritratto del cardinale Lelio Falconieri), em terracota, tida como uma das obras primas de Ercole Ferrata. Encontra-se hoje no Museu do ‘’Palácio Venezia’’ ,em Roma.